# USA Today
USA Today is een Amerikaans dagblad dat dagelijks verschijnt en wordt gepubliceerd door Gannett Company Inc. Met een oplage van 2.278.022 is het de grootste krant van de Verenigde Staten en de op een na grootste Engelstalige krant, na The Times of India. De krant werd in 1982 opgericht als alternatief voor de kleurloze grijze kranten uit die tijd. USA Today wordt daardoor gekenmerkt door veel diagrammen en foto's.